# Monobelus turquinensis
Monobelus turquinensis är en insektsart som beskrevs av Metcalf och Bruner. Monobelus turquinensis ingår i släktet Monobelus och familjen hornstritar. Inga underarter finns listade i Catalogue of Life.